# Crossen an der Elster
Crossen an der Elster là một đô thị thuộc huyện Saale-Holzland, trong bang Thüringen, Đức. Đô thị Crossen an der Elster có diện tích 10,74 km².